# مارکوس یورنته
مارکوس یورنته مورنو (اسپانیایی: Marcos Llorente Moreno‎؛ زادهٔ ۳۰ ژانویهٔ ۱۹۹۵) بازیکن فوتبال اهل اسپانیا است که در پست هافبک برای باشگاه اتلتیکو مادرید بازی می‌کند. 
وی پس از درخشش در تیم جوانان، توسط زین‌الدین زیدان به رئال کاستیا دعوت شد و سپس به تیم اصلی رئال مادرید منقل شد. او همراه با رئال مادرید موفق به کسب لیگ قهرمانان اروپا و جام باشگاه‌های جهان شد. وی در ژوئن ۲۰۱۹ قراردادی ۵ ساله با اتلتیکو مادرید امضا کرد.
وی توانست با درخشش در لیگ قهرمانان اروپا ۲۰-۲۰۱۹ در ورزشگاه آنفیلد، دو گل و یک پاس گل را برای تیم اتلتیکو مادرید به ثبت برساند.

## افتخارات

### رئال مادرید
- لیگ قهرمانان اروپا: ۲۰۱۵–۲۰۱۶ ، ۲۰۱۷–۲۰۱۸
- سوپرجام اروپا: ۲۰۱۷
- جام باشگاه‌های جهان: ۲۰۱۷، ۲۰۱۸
- سوپرجام اسپانیا: ۲۰۱۷

### اتلتیکو مادرید
- لالیگا: ۲۰۲۰–۲۰۲۱